# إريبوني
إريبوني (الأرمينية: Էրեբունի վարչական շրջան) هي واحدة من 12 مقاطعة في يريفان، عاصمة أرمينيا. تقع جنوب شرق وسط المدينة حيث يقع قلعة إريبوني. ويعد اسم يريفان نفسه مشتقا من إريبوني القديمة.
تحد إريبوني منطقة شنغافيت من غربا وكل من مقاطعات كينترون ونورك ماراش ونور نورك من الشمال ومقاطعة كوتايك من الشرق ومنطقة نوباراشين من الجنوب.